# العلاقات الجزائرية الليتوانية
العلاقات الجزائرية الليتوانية هي العلاقات الثنائية التي تجمع بين الجزائر وليتوانيا.

## مقارنة بين البلدين
هذه مقارنة عامة ومرجعية للدولتين:
| وجه المقارنة                                              | الجزائر                      | ليتوانيا                                                    |
| --------------------------------------------------------- | ---------------------------- | ----------------------------------------------------------- |
| المساحة (كم2)                                             | 2.38 مليون                   | 65.30 ألف                                                   |
| عدد السكان (نسمة)                                         | 38.81 مليون                  | 2.79 مليون                                                  |
| الكثافة السكانية (ن./كم²)                                 | 16.31                        | 42.73                                                       |
| العاصمة                                                   | الجزائر                      | فيلنيوس، كاوناس                                             |
| اللغة الرسمية                                             | اللغة العربية، لغات أمازيغية | اللغة الليتوانية                                            |
| العملة                                                    | دينار جزائري                 | ليتاس ليتواني، يورو                                         |
| الناتج المحلي الإجمالي (بليون دولار)                      | 170.37 مليار                 | 47.17 مليار                                                 |
| الناتج المحلي الإجمالي (تعادل القوة الشرائية) بليون دولار | 582.63 مليار                 | 84.06 مليار                                                 |
| الناتج المحلي الإجمالي الاسمي للفرد دولار أمريكي          | 4.21 ألف                     | 14.15 ألف                                                   |
| الناتج المحلي الإجمالي للفرد دولار أمريكي                 | 14.19 ألف                    | 27.69 ألف                                                   |
| مؤشر التنمية البشرية                                      | 0.745                        | 0.839                                                       |
| رمز المكالمات الدولي                                      | +213                         | +370                                                        |
| رمز الإنترنت                                              | .dz                          | .lt                                                         |
| المنطقة الزمنية                                           | ت ع م+01:00                  | ت ع م+02:00، ت ع م+03:00، أوروبا/فيلنيوس ‏، توقيت شرق أوروبا |

## منظمات دولية مشتركة
يشترك البلدان في عضوية مجموعة من المنظمات الدولية، منها:
| علم المنظمة | اسم المنظمة                               | تاريخ انضمام الجزائر | تاريخ انضمام ليتوانيا |
| ----------- | ----------------------------------------- | -------------------- | --------------------- |
|             | مؤسسة التنمية الدولية                     | 26 سبتمبر 1963       | 23 سبتمبر 2011        |
|             | يونسكو                                    | 15 أكتوبر 1962       | 7 أكتوبر 1991         |
|             | وكالة ضمان الاستثمار متعدد الأطراف        | 4 يونيو 1996         | 8 يونيو 1993          |
|             | الأمم المتحدة                             | 8 أكتوبر 1962        | 17 سبتمبر 1991        |
|             | الاتحاد البريدي العالمي                   | ?                    | ?                     |
|             | البنك الدولي للإنشاء والتعمير             | 26 سبتمبر 1963       | 6 يوليو 1992          |
|             | الاتحاد الدولي للاتصالات                  | 3 مايو 1963          | 1 يوليو 1923          |
|             | منظمة حظر الأسلحة الكيميائية              | ?                    | ?                     |
|             | مؤسسة التمويل الدولية                     | 23 سبتمبر 1990       | 15 يناير 1993         |
|             | المركز الدولي لتسوية المنازعات الاستشارية | 22 مارس 1996         | 5 أغسطس 1992          |
|             | منظمة التجارة العالمية                    | ?                    | ?                     |
|             | منظمة الشرطة الجنائية الدولية             | ?                    | ?                     |

## وصلات خارجية
- موقع وزارة الخارجية الجزائرية
- موقع وزارة الخارجية الليتوانية